# 运-30
运-30运输机（Y-30）是中华人民共和国目前正在研制开发中的一种新型中型战术运输机，计划用于替代运-8、运-9等一众基于安-12仿制改造而来的老式运输机型号。该机于2014年首次公开亮相于珠海航展，其外形酷似空中客车的A400M。